# بحوث التسويق الكمية
بحوث التسويق الكمية هي تطبيق تقنيات البحث الكمي على مجال التسويق. لها جذور في كل من النظرة الإيجابية للعالم، ووجهة النظر التسويقية الحديثة بأن التسويق هو عملية تفاعلية يتوصل فيها كل من المشتري والبائع إلى اتفاق مُرضٍ بشأن «العناصر الأساسية الأربعة (4Ps)» للتسويق: المنتج، السعر، المكان (الموقع) والترويج.
كأسلوب بحث اجتماعي، عادة ما ينطوي على بناء الاستبيانات والمقاييس. يُطلب من الأشخاص الذين يستجيبون (المستجيبين) الإجابة على الاستبيان. يستخدم المسوقون المعلومات للحصول على احتياجات الأفراد في السوق وفهمها، ولإنشاء استراتيجيات وخطط تسويق.

## إجراء عام نموذجي
ببساطة، هناك خمس خطوات رئيسية ومهمة متضمنة في عملية البحث العلمي:
1. تحديد المشكلة.
2. تصميم البحث.
3. جمع البيانات.
4. تحليل البيانات.
5. كتابة التقارير والعرض التقديمي.

ومن المناقشات الموجزة حول هذه الخطوات:
1. تدقيق المشكلة وتعريف المشكلة -ما هي المشكلة؟ ما هي جوانب المشكلة المختلفة؟ ما هي المعلومات المطلوبة؟
2. وضع المفاهيم والتشغيل -كيف نحدد بالضبط المفاهيم المعنية؟ كيف نترجم هذه المفاهيم إلى سلوكيات يمكن ملاحظتها وقياسها؟
3. مواصفات الفرضية -ما الادعاء(ات) التي نريد اختبارها؟
4. مواصفات تصميم البحث -ما نوع التي يجب استخدامها؟ - أمثلة: استبيان، احصاء
5. مواصفات السؤال -ما الأسئلة التي يجب طرحها؟ بأي ترتيب؟
6. مواصفات المقياس -كيف سيتم تصنيف التفضيلات؟
7. مواصفات تصميم العينات -ما هو إجمالي عدد السكان؟ ما هو حجم العينة اللازم لهذا المجتمع؟ ما هي طريقة أخذ العينات التي يجب استخدامها؟ - أمثلة: العينة الاحتمالية: (العينة التجميعية، العينة الطبقية، العينة العشوائية البسيطة، العينة متعددة المراحل، العينة المنهجية) والعينة غير الاحتمالية: (العينة الملائمة، عينة الفضاء، العينة الهادفة، العينة النسبية، العينة كرة الجليد، إلخ.)
8. جمع البيانات -استخدام البريد، والهاتف، والإنترنت، والمراكز التجارية
9. التدوين وإعادة وضع المواصفات -إجراء تعديلات على البيانات الأولية بحيث تتوافق مع التقنيات الإحصائية ومع أهداف البحث -أمثلة: تعيين الأرقام، فحوصات الاتساق، البدائل، الحذوفات، الترجيح، المتغيرات الصورية، تحويلات المقياس، توحيد المقياس
10. التحليل الإحصائي -القيام بتطبيق مختلف الأساليب الوصفية والاستدلالية (انظر أدناه) على البيانات الأولية. القيام بالاستدلال من العينة على جميع السكان. اختبار النتائج للدلالة الإحصائية.
11. تفسير النتائج ودمجها -ماذا تعني النتائج؟ ما هي الاستنتاجات التي يمكن استخلاصها؟ كيف ترتبط هذه النتائج بأبحاث مماثلة؟
12. كتابة تقرير البحث -يحتوي التقرير عادة على عناوين مثل: 1) الموجز التنفيذي. 2) الأهداف؛ 3) المنهجية؛ 4) النتائج الرئيسية؛ 5) الرسوم البيانية التفصيلية والرسوم البيانية. يُقدّم التقرير للعميل في عرض تقديمي مدته 10 دقائق. كن مستعدًا للأسئلة.

قد تتضمن خطوة التصميم دراسة تجريبية لاكتشاف أي مشكلات مخفية. عادةً ما يتم تنفيذ خطوات التدوين والتحليل بواسطة الكمبيوتر، باستخدام البرامج الإحصائية. يمكن أن تكون خطوات جمع البيانات، مؤتمتة في بعض الحالات، ولكنها تتطلب في الغالب قوة بشرية كبيرة للقيام بها. التفسير مهارة لا يمكن اتقانها إلا بالخبرة.